# پاند کریک (اکلاهما)
پاند کریک(به انگلیسی: Pond Creek) شهری در ایالت اکلاهما کشور ایالات متحده آمریکا است که جمعیت آن در سرشماری سال ۲۰۱۰ میلادی، ۸۵۶ نفر بوده‌است.